# Вогонь пекла
Вогонь пекла (англ. Inferno) — американський фільм 2002 року.

## Сюжет
Дарсі Гамільтон і її команда бореться з вогнем, який нестримно наступає на місто. Крім вогню, у Дарсі є й інший небезпечний противник — це мер міста, який звинувачує її в причині пожежі. Якщо вона не впорається із ситуацією, місто буде охоплене вогнем пекла.

## У ролях
- Джефф Фейгі — Роберт «Джейк» Вілер
- Джанет Ганн — Дарсі Гамільтон
- Річард Даніельсон — Мак Вудсен
- Грета Даніель Ньюгрен — Кайлі Гамільтон
- Лукас Бенкен — Глен Сондерс
- Дін Стоквелл — мер Білл Клінгер
- Елізабет Нанзіато — Роза Ернандес
- Рубен Гранді — Джон Макміллан
- Томас М. Файкі — Ларрі Дженкінс
- Кевін Бейлі — Ларрі Джонсон
- Еллі Воткінс — Аманда Джонсон
- Еліза Лубеткін — Мері Джонсон
- Дайан Любі Лейн — Венді
- Мелісса Шейкер — Дженні Гасліт
- Річард Гросс — сержант Тоні Барнс
- Рокі Капелла — батько Кайлі
- Джеффрі Ті Фергюсон — пожежний
- Джилл Марі МакМюррей — відвідувач ресторану